# 特里斯特山 (基茨比爾阿爾卑斯山脈)
47°17′20″N 12°8′38″E / 47.28889°N 12.14389°E

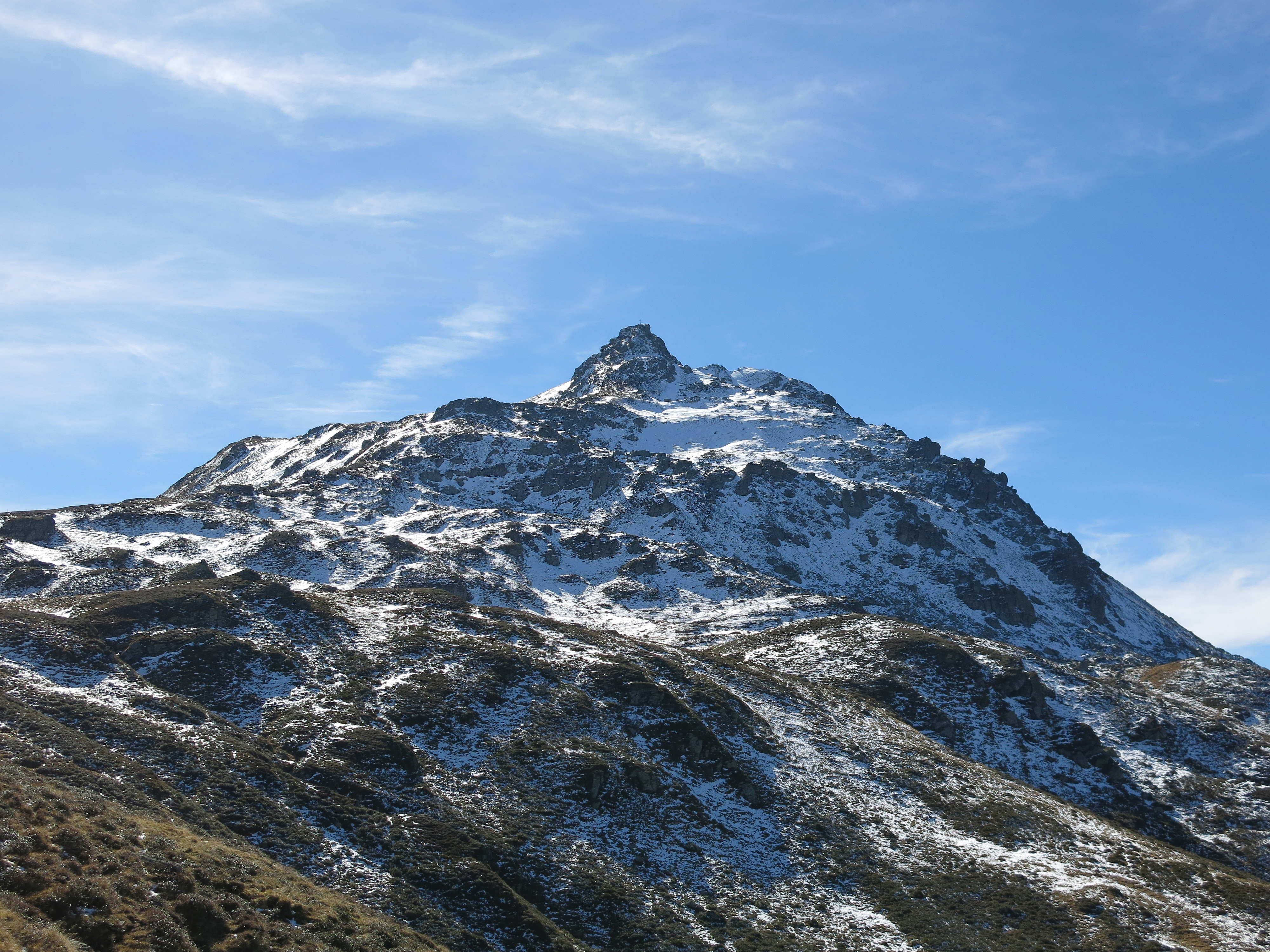

特里斯特山（德語：Tristkopf），是奧地利的山峰，位於該國中部，處於薩爾茨堡州和蒂羅爾州接壤的邊界，屬於基茨比爾阿爾卑斯山脈的一部分，海拔高度2,361米。